# Eulaceura
Eulaceura es un género de lepidópteros perteneciente a la familia Nymphalidae. Es originario del este de Asia.

## Especies
- Eulaceura manipuriensis
- Eulaceura osteria